# Série divergente
Em matemática, uma série divergente é uma série que não converge.
Tais séries são somas infinitas de parcelas que obedecem a uma regra e/ou Termo Geral.
Se uma série converge, os termos individuais da série devem tender a zero. Portanto, toda série na qual os termos individuais não tendem a zero, diverge. O exemplo mais simples de uma série divergente cujos termos aproximam-se de zero é a série harmônica
{\displaystyle 1+{1 \over 2}+{1 \over 3}+{1 \over 4}+{1 \over 5}+\cdots =\sum _{n=1}^{\infty }{\frac {1}{n}}.}
A divergência da série harmônica foi demonstrada de forma distinta pelo matemático medieval Nicole d'Oresme.
Às vezes é possível atribuir um valor às séries divergentes utilizando o método da soma.
Por exemplo, a soma de Cesàro atribui à série divergente de Grandi
{\displaystyle 1-1+1-1+\cdots }
o valor ½. Em física, existe uma ampla variedade de métodos da soma.

## Propriedades dos métodos da soma
Se A é uma função que atribui-se um valor a uma seqüência, é conveniente que possua certas propriedades se é que pretende-se que seja um método da soma útil.
1. Regularidade. Um método é regular se, toda vez que a seqüência s converge a x, A(s) = x.
2. Linearidade. A é linear se é funcionalmente linear sobre seqüências convergentes, de forma tal que A(r + s) = A(r) + A(s) e A(ks) = k.A(s), para k um escalar (real ou complexo)
3. Estabilidade. Se s é uma seqüência que começa em s0 e s′ é a seqüência obtida ao subtrair o primeiro valor, pelo que começa em s1, então A(s) é definida se e somente se A(s′) é definida, e A(s) = A(s′ ).

A terceira condição é menos importante, e existem alguns métodos destacados, por exemplo, o método de soma de Borel, que não a satisfaz.
Uma propriedade desejável entre dois métodos da soma A e B é que possua consistência: A e B são consistentes se para toda seqüência s a que ambos atribuem um valor, A(s) = B(s). Se dois métodos são consistentes, e um soma mais séries que o outro, pode-se dizer que aquele que soma mais séries é mais potente.
De toda forma é conveniente notar que existem métodos da soma poderosos que todavia, não são nem lineares, nem regulares, por exemplo transformações de seqüências não-lineares como as transformações de seqüências tipo Levin e as aproximações de Padé.

## Média abeliana
Supondo que λn é uma seqüência estritamente crescente que tende ao ∞, e λ0 ≥ 0. E sendo an=sn+1–sn uma série infinita, cuja seqüência correspondente é s. E supondo que
{\displaystyle f(x)=\sum _{n=0}^{\infty }a_{n}\exp(-\lambda _{n}x)}
converge para todos os números reais positivos x. Então a média abeliana Aλ define-se como
{\displaystyle A_{\lambda }(s)=\lim _{x\rightarrow 0^{+}}f(x).}
Uma série deste tipo é chamada série generalizada de Dirichlet; no âmbito da física, este método é conhecido como regularização do heat-kernel.
As médias abelianas são regulares, lineares, e estaveis, mas nem sempre resultam ser consistentes entre si. Contudo, existem alguns casos especiais de médias abelianas que são métodos da suma muito importantes.

### Soma de Abel
Se λn = n, então obtém-se o método da Soma de Abel. Onde
{\displaystyle f(x)=\sum _{n=0}^{\infty }a_{n}\exp(-nx)=\sum _{n=0}^{\infty }a_{n}z^{n},}
com z = exp(-x). E portanto, o limite de f(x) quando x tende a 0 desde os reais positivos é o limite da série de potências para f(z) quando z tende a 1 negativo desde os reais positivos, e a soma de Abel A(s) define-se como
{\displaystyle A(s)=\lim _{z\rightarrow 1^{-}}a_{n}z^{n}.}
A soma de Abel, em parte, é interessante porque é consistente com a soma de Cesàro: se Ck(s) = a para todo k positivo, então A(s) = a. Portanto a soma de Abel é regular, linear, estável, e consistente com a soma de Cesàro. A soma de Abel é mais potente que a soma de Cesàro, por exemplo, 1 − 2 + 3 − 4 + · · · tem uma soma de Abel mas não uma soma de Cesáro.